# Cuba (Kansas)
Cuba – miasto w Stanach Zjednoczonych, w stanie Kansas, w hrabstwie Republic.